# Genertel
Genertel è una compagnia di assicurazioni diretta attiva nel ramo danni, la prima nata in Italia; Da sempre parte del Gruppo Generali, dal 2013 fa capo a Generali Italia.
Genertel è attiva in Ungheria dal 2007 e in Slovacchia dal 2010.

## Storia
Genertel nasce a Trieste nel luglio 1994 come linea di polizze della "Trieste e Venezia Assicurazioni Spa". È la prima società in Italia a erogare servizi finanziari tramite telefono.
Nell’ottobre 1997 la società modifica la sua denominazione in “Trieste e Venezia Assicurazioni – Genertel Spa”, in forma abbreviata “Genertel”, per poi diventare definitivamente “Genertel Spa” all’inizio del 2001.
Alla fine del 1998 sono 5 le compagnie telefoniche autorizzate in Italia: Genertel, Lloyd 1885, Linear, Royal Insurance e Zuritel; di queste Genertel è la prima per dimensione della raccolta, detenendo il 59% della raccolta auto e più di 100.000 clienti.
Nel 1999 inizia, per prima in Italia, a offrire la possibilità di stipulare le polizze su Internet.
Nel 2004 viene ingaggiato Oliviero Toscani per ridisegnare l’immagine dell’azienda: Toscani disegna il nuovo logo e poi si dedica alle campagne pubblicitarie, iniziando una collaborazione destinata a durare fino al 2010.
Nel 2005 Davide Passero diventa amministratore delegato di Genertel e lo rimarrà per quasi un decennio, fino al 2014 quando passa in Alleanza Assicurazioni.
Nel 2009 nasce Genertellife, la compagnia gemella che lavora nel ramo vita e previdenza; nel 2012 Fata Vita S.p.A. viene fusa per incorporazione in Genertellife.
Nel 2014 c’è un avvicendamento al vertice e Passero lascia la direzione dell’azienda a Manlio Lostuzzi.
Nel 2019 Genertel viene autorizzata da IVASS ad operare anche nel ramo credito. Dal 1º settembre dello stesso anno cambia l’amministratore delegato e arriva Maurizio Pescarini.
Il 28 marzo 2023 l'IVASS ha autorizzato la fusione fra Genertel e Cattolica Assicurazioni. Quest'ultima è stata incorporata assumendo il nome definitivo di Genertel S.p.A. il 1º luglio 2023.
Dal 21 maggio 2024 l'amministratore delegato e direttore generale è Giacomo Trovato.
A maggio 2024 è stata annunciata la fusione per incorporazione di Genertellife in Alleanza Assicurazioni; l'operazione è stata perfezionata il 1º gennaio 2025.

## Riconoscimenti
I più recenti sono:
- 2019, Eccellenza dell’Anno nell’Assicurazione online, Le Fonti Awards[25]
- 2021, sigillo "Ottimo" per la soddisfazione clienti, l’innovazione online, la comunicazione con i clienti, l’offerta telematica e il sigillo "Top" per la protezione completa, Istituto Tedesco Qualità e Finanza[26][27]